# Mistrovství Čech a Moravy 1898
Nel Mistrovství Čech a Moravy 1898, quinta edizione del torneo, si affrontarono solo SK Slavia e AC Sparta. La sfida si concluse 2-0 a favore dell'SK Slavia.

## Classifica finale
|   | Classifica   | G | V | N | P | GF | GS | DR | Pti |
| - | ------------ | - | - | - | - | -- | -- | -- | --- |
| 1 | Slavia Praga | 1 | 1 | 0 | 0 | 2  | 0  | +2 | 2   |
| 2 | Sparta       | 1 | 0 | 0 | 1 | 0  | 2  | -2 | 0   |

## Verdetti
- Slavia Praga Campione di Cecoslovacchia 1898